# Kvännsen (naturreservat)
Kvännsen är ett naturreservat i Hedemora kommun i Dalarnas län.
Området är naturskyddat sedan 1996 och är 13 hektar stort. Reservatet ligger öster om den grunda sjön Kvännsen och består av kärrmark vid sjön och barrskog.